# كاسيات البذور
كاسيات البذور أو مغطاة البذور أو مستورات البذور أو وعائيات البذور أو النباتات المزهرة أو نبات زهري (الاسم العلمي: Magnoliophyta) أو (الاسم العلمي: Angiospermae)، هي صف نباتي يتبع شعيبة البذريات من شعبة حقيقيات الأوراق. تؤلف هذه المجموعة واحدة من مجموعتين موجودتين في البذريات. تقوم النباتات البذرية بتغطية بذورها ضمن ثمرة حقيقية. بالتالي فهي تحمل الأعضاء التكاثرية ضمن بنية تدعى بالزهرة. البيضة يكون محصورًا عادة ضمن المتاع التي ستعطي بدورها الثمرة بعد حدوث التلقيح.
ُتعد كاسيات البذور المجموعة الأكثر تنوعًا ما بين نباتات الأرض، حيث أنها تضم 64 رتبة، و 416 عائلة، وحوالي 13000 جنس معروف، والتي تنقسم بدورها إلى حوالي 300000 نوع معروف. وهي تشمل جميع النباتات العشبية (المزهرة بدون ساق خشبية)، والأعشاب والتباتات الشبيهة بالأعشاب، والعديد من الأشجار عريضة الأوراق والشجيرات ومعظم النباتات المائية.

## السمات المميزة
كاسيات البذور نباتات وعائية أرضية، مثلها مثل عاريات البذور، لها جذور وسيقان وأوراق وبذور. وهي تختلف عن النباتات البذرية الأخرى في عدة جوانب، يمكن توضيحها من خلال الجدول التالي:
| السمة | الوصف | الصورة |
| --- | --- | ------ |
| الزهور | الأعضاء التناسلية للنباتات المزهرة ، والتي لا توجد في أية نباتات بذرية أخرى.                                                                                      |        |
| الخلايا المشيجية المختزلة، وهي عبارة عن ثلاث خلايا في الذكر، وسبع خلايا مع ثماني أنوية في الأنثي باستثناء كاسيات البذور القاعدية | تكون المشيجات أصغر من تلك الموجودة في عاريات البذور. الحجم الأصغر من حبوب اللقاح يقلل من الفترة بين التلقيح والإخصاب، والذي قد يصل في عاريات البذور إلى عام كامل. |        |
| السويداء | تتكون البذرة بعد الإخصاب، وقبل إنقسام البويضة الملقحة (الزيجوت) . وهي توفر الغذاء للجنين النامي، والفلقات، وأحيانًا الشتلات.                                       |        |
| الكربلة (المدقة) المغلقة، التي تحيط بالبويضات                                                                                    | بمجرد إخصاب البويضات، تتطور الكرابل، غالبًا مع الأنسجة المحيطة بها، إلى ثمار.                                                                                      |        |
| الخشب المصنوع من عناصر الأوعية                                                                                                   | تتكدس عناصر الأوعية المفتوحة من طرف إلى طرف لتشكيل أنابيب مستمرة، في حين يتكون نسيج الخشب في عاريات البذور من قصيبات هوائية مدببة متصلة بواسطة حفر صغيرة.         |        |

## التنوع

### التنوع التصنيفي
يقدر عدد النباتات المزهرة بحوالي من 25000 إلى 400000 نوعًا. مقارنة بحوالي 12000 نوع من الطحالب، و 11000 نوع من السرخسيات، ويسعى نظام علم تطور كاسيات البذور (ِAPG) إلى تحديد العائلات، وذلك من خلال علم الوراثة الجزيئي. في عام 2009 كان هناك حوالي 415 عائلة في نظام المجموعة الثالثة لعلم تطور كاسيات البذور (APGIII)، وفي عام 2016 أضاف نظام المجموعة الرابعة لعلم تطور كاسيات البذور (APG IV) خمس رتب جديدة (Boraginales وDilleniales وIcacinales وMetteniusales وVahliales) إلى جانب بعض الفصائل الجديدة، ليصبح المجموع 64 رتبة، و 416 عائلة من كاسيات البذور.
تنوع النباتات المزهرة غير موزع بالتساوي، جميع الأنواع تقريبًا إلى مجموعات ثنائية الفلقة (75%)، وآحادية الفلقة (23%)، والماغنوليد (2%). وتحتوي المجموعات الخمس المنبيقة على ما يزيد قليلاً عن 250 نوعًا في المجموع، أي أقل من 0.1% من تنوع النباتات المزهرة، مقسمة إلى تسع عائلات. وتتمثل أغنى 25 نوعًا من بين 443 عائلة، والتي تحتوي على أكثر من 166000 نوعًا فيما بينها في حدود علم تطور كاسيات البذور، في الآتي
| المجموعة              | العائلة                      | الاسم الإنجليزي | صورة توضيحية | عدد الأنواع |
| --------------------- | ---------------------------- | --------------- | ------------ | ----------- |
| ثنائي الفلقة          | النجمية أو المركبة           | daisy           |              | 22,750      |
| آحادي الفلقة          | السحلبية                     | orchid          |              | 21,950      |
| ثنائي الفلقة          | البقولية أو البقوليات        | pea، legume     |              | 19,400      |
| ثنائي الفلقة          | الفوية                       | madder          |              | 13,150      |
| آحادي الفلقة          | النجيلية أو النجيليات        | grass           |              | 10,035      |
| ثنائي الفلقة          | الفصيلة الشفوية              | mint            |              | 7,175       |
| ثنائي الفلقة          | الفربيونية                   | spurge          |              | 5,735       |
| ثنائي الفلقة          | الميلستوماتية (ثغريات سوداء) | melastome       |              | 5,005       |
| ثنائي الفلقة          | الآسية                       | myrtle          |              | 4,625       |
| ثنائي الفلقة          | الدفليات                     | dogbane         |              | 4,555       |
| آحادي الفلقة          | السعدية                      | sedge           |              | 4,350       |
| ثنائي الفلقة          | الخبازية                     | mallow          |              | 4,225       |
| آحادي الفلقة          | اللوفية                      | arum            |              | 4,025       |
| ثنائي الفلقة          | الخلنجية                     | heath           |              | 3,995       |
| ثنائي الفلقة          | الغزنرية                     | gesneriad       |              | 3,870       |
| ثنائي الفلقة          | الخيمية                      | parsley         |              | 3,780       |
| ثنائي الفلقة          | الكرنبية أو الصليبية         | cabbage         |              | 3,710       |
| ثنائي الفلقة ماغنوليا | الفصيلة الفلفلية             | pepper          |              | 3,600       |
| آحادي الفلقة          | البروميلية                   | bromeliad       |              | 3,540       |
| ثنائي الفلقة          | الأفنثية                     | acanthus        |              | 3,500       |
| ثنائي الفلقة          | الوردية                      | rose            |              | 2,830       |
| ثنائي الفلقة          | الحمحمية (البوراجينية)       | borage          |              | 2,740       |
| ثنائي الفلقة          | القراصية                     | nettle          |              | 2,625       |
| ثنائي الفلقة          | الحوذانية                    | buttercup       |              | 2,525       |
| ثنائي الفلقة ماغنوليا | الغارية                      | laurel          |              | 2,500       |

## الاستخدامات العملية لكاسيات البذور

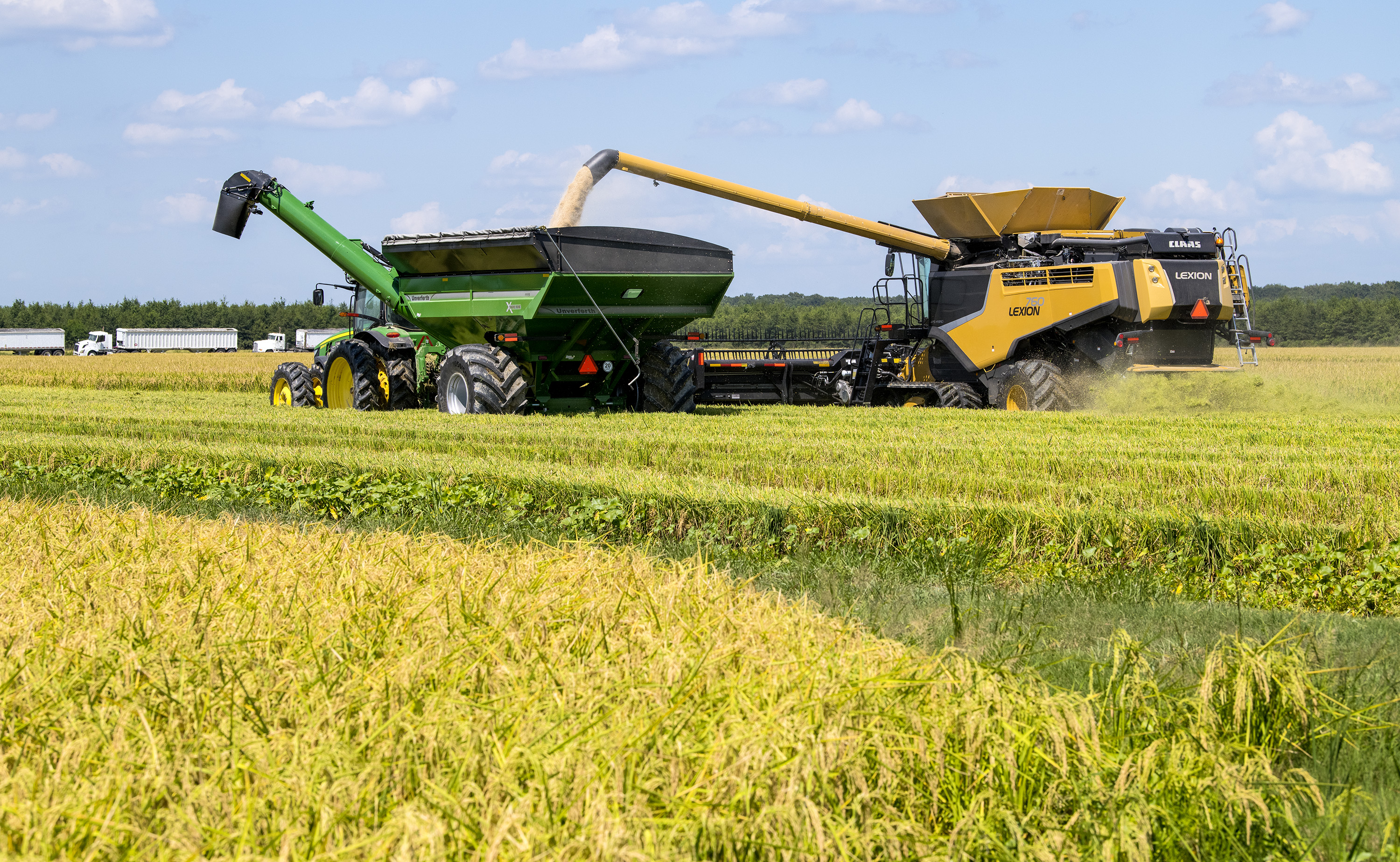
حصاد الأرز في أركنساس 2020

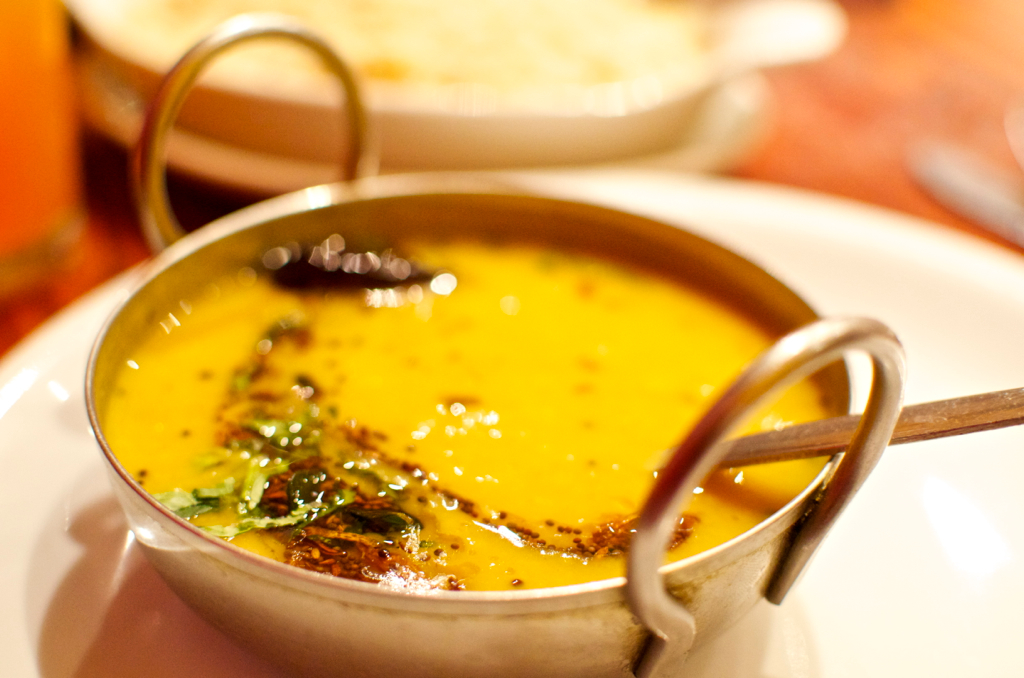
طعام من النباتات: طبق دال تدكا, شربة العس الهندي

تعتمد الزراعة بشكل شبه كامل على النباتات المزهرة، والتي توفر بدورها كل الغذاء النباتي وأعلاف الماشية، ويأتي الكثير من هذا الغذاء من خلال عدد قليل من عائلات النباتات المزهرة. فعلى سبيل المثال يتم توفير نصف السعرات الحرارية التي يتناولها العالم من ثلاثة نباتات فقط، وهي: الأرز والقمح والذرة.
| العائلة     | English/عربي                                     | أمثلة على أطعمة من تلك العائلة                                                                              |
| ----------- | ------------------------------------------------ | --- |
| النجيلية    | Grasses, cereals/الأعشاب، الحبوب                 | معظم المواد الخام، بما في ذلك الأرز، والذرة، والقمح، والشعير، والشوفان، والدخن، وقصب السكر، والذرة الرفيعة. |
| البقولية    | Legumes, pea family/ البقوليات من فصيلة البازلاء | البازلاء زالفاصوليا، والعدس، والبرسيم والبرسيم الحجازي لتغذية الحيوانات                                     |
| الباذنجانية | Nightshade family/ عائلة الباذنجان               | البطاطس، والطماطم، والفلفل، والباذنجان                                                                      |
| القرعية     | Gourd family/ عائلة القرع                        | القرع، والخيار، والبطيخ                                                                                     |
| الكرنبية    | Cabbage family/ عائلة الملفوف                    | الملفوف وأصنافه، مثل كرنب بروكسل، والبروكلي، والخردل، وبذور اللفت الزيتية (السلجم)                          |
| الخيمية     | Parsley family/ عائلة البقدونس                   | الجزر الأبيض، والجزر، والبقدونس، والكزبرة، والشمر، والكمون، والكراوية.                                      |
| السذابيه    | Rue family/ عائلة رو                             | البرتقال، والليمون، والجريب فروت                                                                            |
| الوردية     | Rose family/ عائلة روز                           | التفاح، والكمثرى، والكرز، والمشمش، والبرقوق، والخوخ.                                                        |

توفر النباتات المزهرة مجموعة متنوعة من المواد في هيئة الخشب والورق والألياف مثل القطن والكتان والقنب، والأدوية مثل الديجوكسين، والأفيونات والنباتات الزخرفية، ونباتات المناظر الطبيعية. القهوة والشيكولاتة الساخنة من المشروبات التي يتم الحصول عليها من النباتات المزهرة.